# Francisco Puñal Martínez
Francisco Puñal Martínez, conegut esportivament com a Patxi Puñal (Pamplona, 6 de setembre de 1975) és un exfutbolista navarrès que va jugar de defensa. Va jugar la major part de la seva carrera esportiva al CA Osasuna, equip on va arribar a ser capità. Es va retirar al final de la temporada 2013-14, coincidint amb el descens de l'Osasuna a Segona divisió, tenia 38 anys i havia jugat durant 17 temporades com a professional. Va disputar un total de 513 partits oficials amb la camiseta de l'equip navarrès, de fet, l'octubre del 2012 va esdevenir el jugador que més vegades havia vestit la camiseta de l'Osasuna, superant a Echeverria.

## Trajectòria

### Inicis
Patxi Puñal va començar a jugar al futbol amb l'Osasuna. Els inicis no van ser fàcils, quan jugava a l'equip Promeses navarrès, amb 19 anys, va ser cedit al CD Oberena de Tercera Divisió. Alhora que començava a treballar en una empresa que fabricava frens de cotxe. Així, i després d'una altra cessió al CD Egüés, va aconseguir la confiança necessària de l'equip tècnic per tornar al filial de l'Osasuna. Finalment, el 15 de juny de 1997 debutava amb el primer equip de l'Osasuna a Segona divisió davant la SD Eibar, va entrar al camp al minut 80 substituint a Mateo. El jugador, però, no es va acabar de consolidar amb l'equip i la temporada 1999-2000 va ser cedit al CD Leganés.

### CD Leganés
A l'equip madrileny va passar un any i mig molt bo, amb 62 participacions i marcant 11 gols. Durant aquest període, l'Osasuna va aconseguir l'ascens a Primera Divisió i, de la mà de Lotina va tornar a l'equip navarrès. Precisament havia estat aquest mateix entrenador qui l'hi havia aconsellat que marxés cedit dos temporades abans.

### CA Osasuna
El seu retorn a l'equip navarrès va ser el de la consolidació definitiva. El 26 d'agost del 2001 debutava a Primera Divisió contra el Celta de Vigo, durant la seua primera temporada a Primera va jugar 34 partits i va marcar 2 gols, el primer dels quals contra el RCD Mallorca el 27 d'octubre del 2001. Durant les següents dotze temporades, el jugador va ser una peça fonamental en l'esquema tàctic de tots els entrenadors que van passar per El Sadar. Després de la retirada de Cruchaga va esdevenir el capità de l'equip fins a la seua retirada el maig del 2014.